# Sveti Vid, Cerknica
Sveti Vid este o localitate din comuna Cerknica, Slovenia, cu o populație de 46 de locuitori.